# Duroides costatus
Duroides costatus är en insektsart som beskrevs av Melichar 1906. Duroides costatus ingår i släktet Duroides och familjen sköldstritar. Inga underarter finns listade i Catalogue of Life.